# John Gray (Produzent)

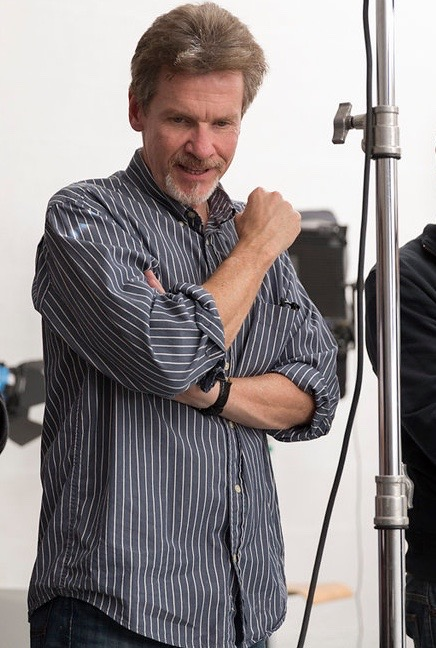
John Gray (2015)

John Gray (* in Brooklyn, New York City) ist ein US-amerikanischer Drehbuchautor und Regisseur.

## Leben
Gray begann seine Karriere 1982 als Regisseur der Fernsehserie Powerhouse. Die Serie, in der unter anderem Henry Winkler auftrat, wurde nach acht Folgen eingestellt. 1986 führte er nach eigenem Drehbuch die Regie bei dem Filmdrama Billy Galvin mit Lenny Von Dohlen und Karl Malden in den Hauptrollen. Ab Ende der 1980er Jahre war er als Regisseur und Drehbuchautor an mehreren Fernsehfilmen tätig, darunter Hunley – Tauchfahrt in den Tod und Helter Skelter. 1996 drehte er mit Steven Seagal in der Hauptrolle einen seiner wenigen Spielfilme.
2005 entwickelte Gray die Serie Ghost Whisperer – Stimmen aus dem Jenseits. Bis 2010 war er bei der Serie als Regisseur, Produzent und Berater tätig. Er ist seit 2006 mit der Filmproduzentin Melissa Jo Peltier verheiratet, aus der Ehe ging ein Kind hervor.
2024 kollaborierte Gray mit der Youtuberin Sloan Stowe für eine Ghostwhisperer Retrospektive.
Gray ist Autor des Romans The Desecrated (ISBN 978-1941637807).

## Filmografie (Auswahl)
- 1986: Billy Galvin
- 1989: Geschändet! (When He's Not a Stranger)
- 1990: Bruderkrieg (The Lost Capone)
- 1991: Entstellt – Die Geschichte der Marla Hanson (The Marla Hanson Story)
- 1995: Aus der Wiege entführt (Sleep, Baby, Sleep)
- 1995: Ein Gorilla zum Verlieben (Born to Be Wild)
- 1996: Glimmer Man (The Glimmer Man)
- 1998: Abraham Lincoln – Die Ermordung des Präsidenten (The Day Lincoln Was Shot)
- 1999: Hunley – Tauchfahrt in den Tod (The Hunley)
- 2004: Helter Skelter
- 2005–2010: Ghost Whisperer – Stimmen aus dem Jenseits (Ghost Whisperer)